# Двухконтактная схема
Двухконтактная схема (двухконтактная схема подключения, двухзондовый метод) — метод подключения электронного устройства с использованием двух проводящих контактов. Эта схема используется для любых двухконтактных элементов в электрических цепях: сопротивлений, ёмкостей, двухконтактных реле и другие.
Для измерения сопротивления резистора или образца по двухконтактной схеме сопротивление будет определяться законом Ома
{\displaystyle R_{t}={\frac {U}{I}}\,}
где U — напряжение на этом резисторе, I — ток в цепи. Для того, чтобы измеренное сопротивление было сопротивлением образца необходимо, чтобы контакты имели как можно меньшее влияние на измерения, так как они соединены с образцом последовательно {\displaystyle R_{t}=R_{s}+R_{c}\,,} где Rs — сопротивление образца, Rc — сопротивление контактов. Термин «контактное сопротивление» относится к вкладу в общее сопротивление системы, которое можно отнести к интерфейсам контакта электрических выводов и соединений, а не к собственному сопротивлению. Этот эффект возникает в результате ограниченных площадей истинного контакта на границе раздела и присутствия резистивных поверхностных плёнок или оксидных слоёв. Идея падения потенциала на инжекционном электроде была введена Уильямом Шокли, которая объяснила разницу между экспериментальными результатами и теорией. Свойства образца при двухконтактном подключении будут сильно зависеть от того какого типа контакты используются: туннельные или омические.